# Mycoplasma haemocanis
Mycoplasma haemocanis è una specie di batterio appartenente alla famiglia delle Mycoplasmataceae.